# 马什里克
马什里克（阿拉伯语：‎，转写为Mashreq或Mashrek等）是对阿拉伯世界东部地区的一种称谓。该词源于闪米特词根“sh-r-q (ش ر ق)”，该词根意指“东方”或“日出”，所以该词的字面意思为“东方”。
近现代一些使用马什里克为名的组织一般包含埃及和地处西亚的黎巴嫩、巴勒斯坦國、约旦和叙利亚等阿拉伯国家。但其实，马什里克的具体地理范围并不是十分明确的，往往在不同的论述中稍有不同：在西侧，有时埃及的西部会被排除在外，而有时苏丹和利比亚的昔兰尼加也会包括在内；在东侧，西亚的各个阿拉伯国家有时会全部囊括其中。与马什里克相对是指称阿拉伯世界西部的“馬格里布”，马格里布包括北非西部的说阿拉伯语的国家。与之相对应地，马什里克也用来指介于地中海和伊朗之间的整个地区，也就是说会包含以色列在内。